# Planerfüllung

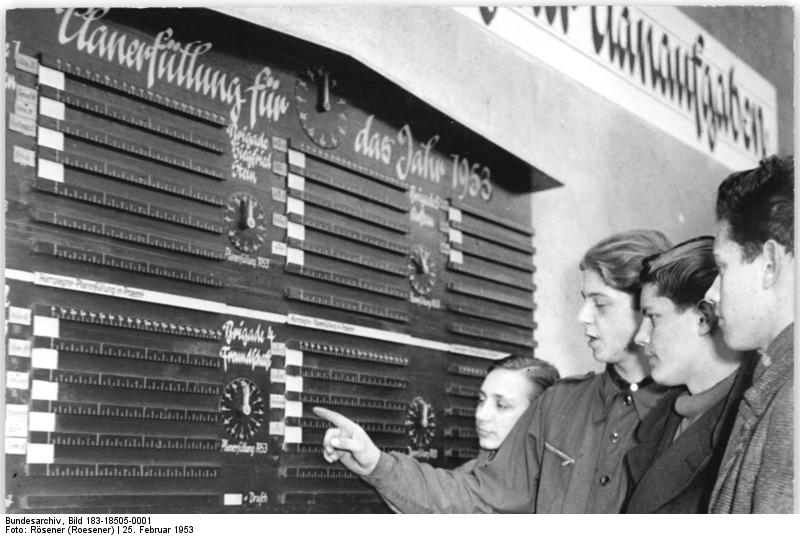
Metallarbeiter vor einer Leistungstafel in Magdeburg, 1953.

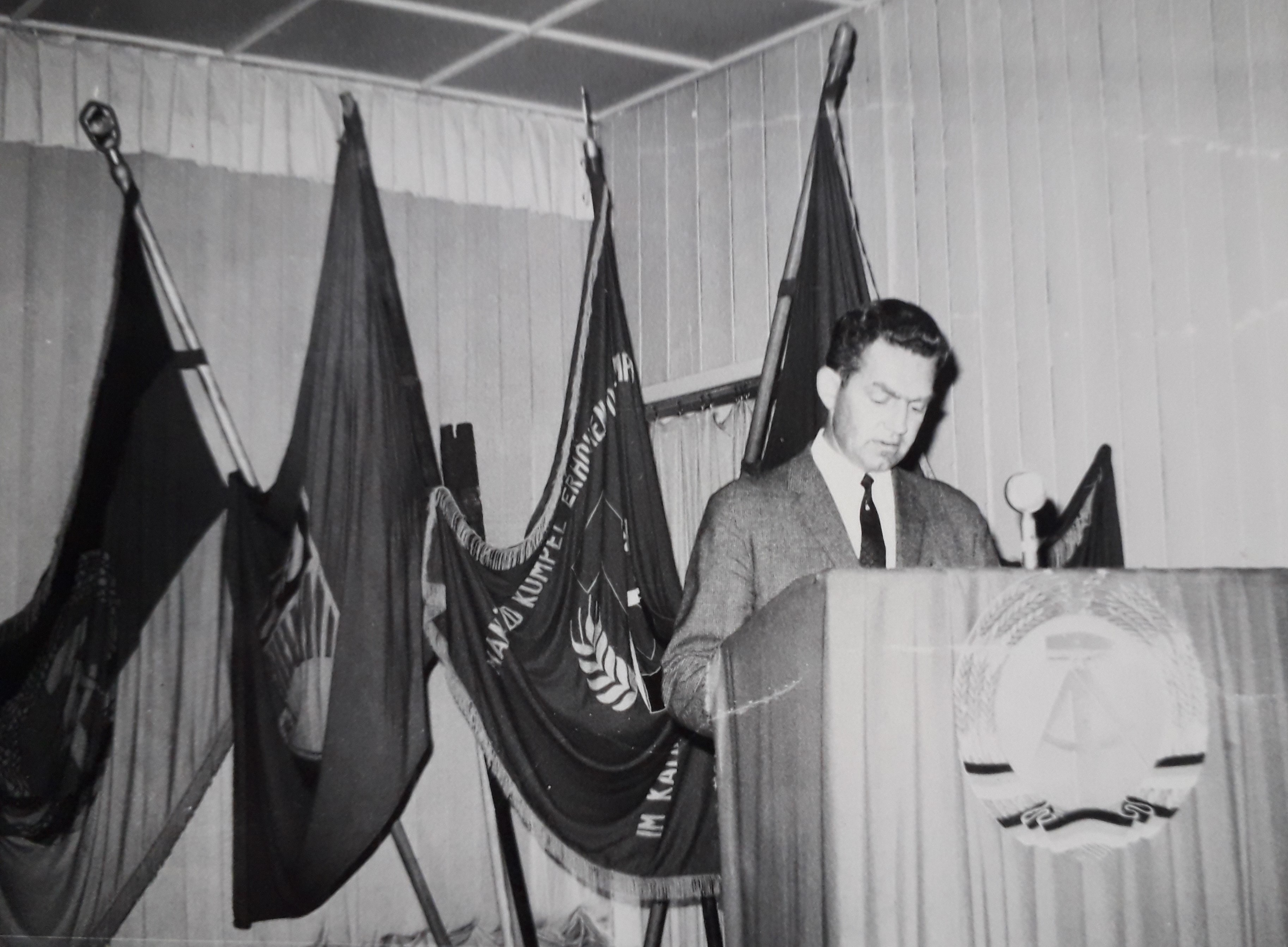
Rede zur Planerfüllung in einem VEB, 1969

In der DDR war es üblich, am Anfang jedes Jahres einen Haushaltsplan über die Planerfüllung zu erstellen.  Dieser wurde meist von der örtlichen Volksvertretung festgelegt.

## Geschichte
Jeder Volkseigene Betrieb (VEB) musste eine Statistik über die Erfüllung des jeweiligen Planes führen, dazu mussten stets viele betriebswirtschaftliche Kennzahlen an die Ministerien gemeldet werden. Die Planverteidigung, Durchführung und Planerfüllung wurde von der Staatlichen Plankommission überwacht, diese hatte Untergliederungen auf Bezirks- und Kreisebene. Der jährliche Volkswirtschaftsplan hatte nach seinem formellen Beschluss in der Volkskammer Gesetzeskraft.
§4 Minister und andere Leiter zentraler Staatsorgane
(3) Der Ministerrat kontrolliert die Tätigkeit der Minister und der anderen Leiter der zentralen Staatsorgane sowie der Räte der Bezirke bei' der Durchführung der Haushaltspläne und trifft Maßnahmen zur Sicherung der Planerfüllung.
§ 8 Örtliche Volksvertretung
(4) Die örtlichen Volksvertretungen legen im Rahmen der Gesetze die Rechte und Pflichten ihrer Räte bei der Durchführung des Haushaltsplanes insbesondere hinsichtlich der Verfügung über die Reserven, der Verwendung von Mehreinnahmen und freien Mitteln auf Grund von Minderausgaben sowie bei der Anwendung der Prinzipien der materiellen Interessiertheit fest, Sie kontrollieren die Tätigkeit ihrer Räte bei der Durchführung der Haushalts- und Finanzpläne und beschließen Maßnahmen zur Sicherung der Planerfüllung.